# Naturalrabatt
Als Naturalrabatt bezeichnet man einen Rabatt, der durch die Lieferung von Waren geleistet wird. Formen des Naturalrabatts sind Dreingabe, Draufgabe und Zugabe. Einen Rabatt in Form eines Preisnachlasses bezeichnet man dagegen als Barrabatt oder Rabatt in Geldform.

## Dreingabe
Der Käufer bezahlt nur einen Teil der von ihm erworbenen Güter. Der restliche Teil der Güter ist kostenlos. Die Dreingabe wird auch als Naturalrabatt inklusive bezeichnet, weil ein Teil der bestellten Güter als Rabatt gewährt, also nicht berechnet wird. Die Menge der gelieferten Güter stimmt beim Naturalrabatt inklusive mit der bestellten Menge überein. Die Gewährung von Skonto ist mit einer Dreingabe vergleichbar.
Beispiel
Von zwanzig Kubikmetern Kies sind zwei Kubikmeter Kies Naturalrabatt. Wenn man also zwanzig Kubikmeter Kies bestellt, dann werden zwanzig Kubikmeter Kies geliefert, jedoch nur achtzehn berechnet. Man bestellt in diesem Fall also inklusive Naturalrabatt.

## Draufgabe (Arrha)
Der Käufer bezahlt die von ihm gewünschten Güter und erhält zusätzliche Güter kostenlos. Die Draufgabe wird auch als Naturalrabatt exklusive bezeichnet und bedeutet, dass zusätzlich zur Bestellung für eine bestimmte Menge von Gütern Naturalrabatt gewährt wird. Es werden also mehr Güter geliefert als bestellt wurden und die Mehrlieferung wird nicht berechnet. Die Draufgabe stimmt mit dem verkauften Produkt überein.
Beispiel
Es werden 20 Kubikmeter Kies bestellt, jedoch 22 Kubikmeter Kies geliefert. Die überschüssigen zwei Kubikmeter Kies sind eine Draufgabe. Man bestellt in diesem Fall also Naturalrabatt exklusive.

## Zugabe
Beispiele
Um den Absatz seines ersten Buches zu fördern, eröffnete Kurt Tucholsky 1912 auf dem Berliner Kurfürstendamm eine Bücherbar. Jeder Käufer eines Buches bekam dort als Zugabe einen Schnaps eingeschenkt.
Bei zwanzig Kubikmeter Kies gibt der Verkäufer zusätzlich eine Schaufel als Naturalrabatt. Wenn der Käufer also zwanzig Kubikmeter Kies bestellt, dann wird unentgeltlich eine Schaufel dazu geliefert.

## Rabattgesetz und Zugabenverordnung
Rechtlich ist die Draufgabe als Zeichen des Vertragsschlusses in den § 336, § 337 und § 338 BGB geregelt. In diesen Paragrafen geht es nicht um die oben dargestellte moderne Form des Naturalrabattes, denn die Draufgabe wird nach § 337 BGB auf die geschuldete Leistung angerechnet.
Rabatte waren in Deutschland bis zum 24. Juli 2001 durch das Rabattgesetz und die Zugabeverordnung nur beschränkt möglich. Rabatte durften nicht mehr als 3 % ausmachen. Zugaben durften lediglich einen geringen Wert haben.